# سرمایه‌گذار معتبر
سرمایه‌گذار معتبر، (به انگلیسی: Accredited investor) اصطلاحی است، که در بیشتر کشورها برای یک شخص حقیقی یا حقوقی، که در حوزه سرمایه‌گذاری دارای تخصص، تجربه و ریسک‌پذیری لازم باشد و توانایی مدیریت صندوق‌های سرمایه‌گذاری یا شرکت‌های سرمایه‌گذاری را داشته باشد.